# Polyommatus hayesi
Polyommatus hayesi är en fjärilsart som beskrevs av Larsen 1974. Polyommatus hayesi ingår i släktet Polyommatus och familjen juvelvingar. Inga underarter finns listade i Catalogue of Life.